# Maria Flavia Timbro
Maria Flavia Timbro (Messina, 22 aprile 1980) è una politica italiana.

## Biografia
Impegnata nel sociale e in politica, è iscritta dal 2010 al consiglio dell'ordine degli avvocati di Messina.
Alle elezioni europee del 2009 viene candidata per il Partito Democratico nella circoscrizione Italia Insulare, ottenendo 14.334 preferenze, ma non risultando eletta.
Nel 2017 abbandona il Partito Democratico e partecipa alla nascita di Articolo Uno di Pier Luigi Bersani, Massimo D'Alema e Roberto Speranza, di cui è segretaria provinciale a Messina, membro della direzione regionale siciliana e responsabile nazionale legalità e lotta alle mafie.
Alle elezioni amministrative del 2018 si candida come vicesindaco di Messina, in ticket con il candidato sindaco Antonio Saitta, ma alla fine viene eletto sindaco il civico Cateno De Luca.
Candidata con Liberi e Uguali alla Camera dei Deputati nella circoscrizione Sicilia 2 alle elezioni politiche del marzo 2018, risulta la prima dei non eletti; diventa poi deputata il 10 giugno 2021, dopo la morte di Guglielmo Epifani, che la precedeva nella lista plurinominale, avvenuta tre giorni prima. Conclude il proprio mandato parlamentare al termine della legislatura, nell'ottobre 2022.
A inizio 2023 segue la scelta di Articolo Uno di rientrare nel Partito Democratico. Nel 2024, in occasione delle elezioni europee, viene candidata nella lista del PD per la circoscrizione insulare, ottiene 11.392 preferenze, non risultando eletta.